# 不變量理論
不變量理論是數學的一個分支，它研究群在代數簇上的作用。不變量理論的古典課題是研究在線性群作用下保持不變的多項式函數。
對於有限群，不變量理論與伽羅瓦理論有密切聯繫，一個較早的結果涉及了對稱群 {\displaystyle S_{n}} 在多項式環 {\displaystyle F[X_{1},\ldots ,X_{n}]} 上的作用：{\displaystyle S_{n}} 作用下的不變量構成一個子環，由基本對稱多項式生成，由於基本對稱多項式彼此代數獨立，此不變量環本身也同構於另一多項式環。Chevalley-Shephard-Todd 定理刻劃了其不變量環同構於多項式環的有限群。晚近的研究則更關切算法問題，例如計算不變量環的生成元，或給出其次數的上界。
對於一般的代數群，其不變量理論與線性代數、二次型及行列式理論密切相關。
大衛·蒙福德在1960年代創建了幾何不變量理論，這是構造模空間的有力工具。此理論探討代數簇在群作用下的商空間，並研究軌道的幾何性質。幾何不變量理論與古典不變量理論的關聯如次：考慮域 {\displaystyle k} 上的仿射代數簇 {\displaystyle X=\mathrm {Spec} A}，群 {\displaystyle G} 作用其上，則商空間 {\displaystyle X/G} 也是仿射代數簇，其坐標環即不變量環 {\displaystyle A^{G}}。希爾伯特證明若 {\displaystyle G} 是一般線性群，則 {\displaystyle A^{G}} 是有限生成 {\displaystyle k}-代數；此結果對一般的約化群依然成立，然而 {\displaystyle X/G} 可能有頗複雜的幾何性質，也未必滿足商對象應滿足的範疇論性質。

## 文獻
- Grace, J. H.; and Young, Alfred. . Cambridge: Cambridge University Press. 1903.
- Grosshans, Frank D. . New York: Springer. 1997. ISBN 3-540-63628-5.
- Neusel, Mara D.; and Smith, Larry. . Providence, RI: American Mathematical Society. 2002. ISBN 0-8218-2916-5.
- Olver, Peter J. . Cambridge: Cambridge University Press. 1999. ISBN 0-521-55821-2.
- Popov, V.L., , Hazewinkel, Michiel  (编), , Springer, 2001, ISBN 978-1-55608-010-4
- Springer, T. A. . New York: Springer. 1977. ISBN 0-387-08242-5.
- Sturmfels, Bernd. . New York: Springer. 1993. ISBN 0-387-82445-6.

## 外部連結
- H. Kraft, C. Procesi, Classical Invariant Theory, a Primer